# Doctor Dixie Jazz Band
La Doctor Dixie Jazz Band è uno storico gruppo musicale jazz e dixieland di Bologna.

## Storia del gruppo
La Doctor Dixie Jazz Band fu fondata a Bologna da Nardo Giardina e Gherardo Casaglia come Band dell'Università e debuttò il 16 aprile 1952 con il nome di Superior Magistratus Ragtime Band mutato nel '56 in Panigal Jazz Band, nel ‘59 in Rheno Dixieland Band e infine nel 1972 in Doctor Dixie Jazz Band.

### I concerti
Dalla fondazione a oggi la Doctor Dixie ha tenuto oltre 700 concerti in Italia e in Europa, partecipando a numerosissimi Festival in Italia, Francia, Spagna e Germania alcuni dei quali meritano un ricordo particolare.
- 1º Festival Europeo del Jazz, Antibes / Juan-les-Pins, Francia 1960. Prima classificata per il

jazz tradizionale.
- Ospite d'onore al Festival tedesco del Jazz di Düsseldorf, Germania, 1960
- JVC Jazz Festival, Nizza, Francia, 1986.
- Umbria Jazz, Perugia, 1984, serata di chiusura in Piazza IV Novembre prima degli “All Stars” di Dizzy Gillespie. Facevano parte della Doctor Dixie Pupi Avati, Renzo Arbore, Paolo Conte e Henghel Gualdi. La Doctor ha partecipato a Umbria Jazz anche nel 1988, 2002 e 2007. Invitata al Festival per la quinta volta in occasione del sessantesimo compleanno, la Doctor si è esibita a Perugia l'8 luglio 2012.

Vanno inoltre ricordate varie tournée in Spagna della Rheno dal 1960 al 1962 con interventi sia alla radio che alla televisione iberiche.

### La Coppa del Jazz
Prima classificata per il jazz tradizionale nel 1962 alla “Coppa del Jazz” della RAI, sempre nel 1962 ebbe l'onore di suonare con il mitico Louis Armstrong e i suoi “All Stars” nella trasmissione televisiva della RAI “Il Signore delle 21” condotta da Ernesto Calindri.

### La partecipazione alle trasmissioni radiofoniche
La Band ha partecipato a tutte le trasmissioni radiofoniche e televisive italiane più popolari da Il microfono è vostro a Domenica in, da Blitz a Maurizio Costanzo Show, da HamburgerSerenade a International Doc Club, dal Maxiconcerto Pax Mundi a Piazza Grande, Diaz in Planet O ecc.
La Doctor Dixie ha partecipato a tre film di Pupi Avati, clarinettista della Band dal 1959 al 1964 insieme a Lucio Dalla con il quale avrebbe dovuto presentare il concerto del 60° se Lucio non fosse purtroppo improvvisamente scomparso il primo marzo 2012: Jazz Band, ispirato alla storia della Band, Dancing Paradise e Accadde a Bologna girato quasi interamente nella Cantina Dr. Dixie.

### I riconoscimenti
Tra i numerosissimi riconoscimenti ricevuti dalla Band vanno ricordati: “Le Due Torri d'Oro”, 1985; il “Sigillum Magnum“ dell'Università di Bologna, 1988, in occasione del IX Centenario dell'Ateneo bolognese; sempre nel 1988 la “Turrita d'Argento” dal Comune di Bologna che nel 1983, in occasione del trentennale, aveva attribuito alla Doctor il prestigioso “Nettuno d'Oro”.

### Gli LP e i CD
La Doctor Dixie Jazz Band ha pubblicato circa trenta tra LP e CD. Particolare successo ha avuto il CD “Concerto di Natale” con Lucio Dalla e Henghel Gualdi registrato “live” nel 1998 al Teatro Comunale di Bologna e pubblicato nel 2001. La Band dal trentennale del debutto ha celebrato l'anniversario ogni cinque anni con un grande concerto in Bologna, regolarmente pubblicato in CD come l'ultimo del 16 aprile 2012 all'Europauditorium dedicato al 60° della Band e a Lucio Dalla con “special guest” il celebre flautista classico Giorgio Zagnoni.
Sia gli LP che i CD sono arricchiti dalla partecipazione di famosi artisti come Renzo Arbore, Paolo Conte, Johnny Dorelli, Ruggero Raimondi, Pupi Avati, Lucio Dalla, Henghel Gualdi (per ben 24 anni clarinettista della Doctor), Franco Cerri, Franco D'Andrea, Giorgio Zagnoni, Iskra Menarini, Amedeo Tommasi, Giovanni Tommaso, Gianni Cazzola, Raoul Grassilli, Marco Di Marco, Ettore Zeppegno, Gianni Basso, Lino Patruno, Romano Mussolini e, infine, il grande Gerry Mulligan. Sono stati ospiti della Band in “Cantina” anche Wild Bill Davison, Kenny Davern e Bob Wilber.
Vero record di longevità jazzistica, dal 1972 la Doctor suona tutti venerdì da ottobre a giugno nella sua Cantina di Via Cesare Battisti in Bologna. Questa verace cantina del sedicesimo secolo è divenuta ormai mitica perché, vero “tempio” della musica jazz aperto solo agli amici (in realtà a tutti gli appassionati di jazz), è l'unico luogo al mondo dove “paga chi suona” dato che chiunque vi entri è ospite gradito della Doctor.
Con il concerto del 16 aprile 2012 la Doctor Dixie Jazz Band, tuttora in attività, celebrando il suo 60º compleanno, è diventata la banda amatoriale più longeva del mondo e “oldest in the world” è ora il suo motto.

## Galleria d'immagini

Bologna 5 marzo 1983, Teatro delle Celebrazioni, concerto del  “Trentennale”, da sinistra a destra: Giancarlo Trombetti, Henghel Gualdi, Gherarado Casaglia, Nardo Giardina, Aimone Finotti, Checco Coniglio, Luigi Nasalvi, Umberto Melloni, Giordano Balboni.
Bologna, novembre 1985, da sinistra a destra: Checco Coniglio, Nardo Giardina, Luigi Nasalvi, Lucio Dalla, Zeno Odorizzi.
Teatro “La Ribalta “, Bologna, 1953: formazione della MAGISTRATUS-PANIGAL 1954-56, da sinistra a destra: in piedi, Ugo Franceschini, Carlo Fava, Gherardo Casaglia, Beppe Inesi, Luciano Scudellari; accosciati, Francesco Cassarini, Nardo Giardina.
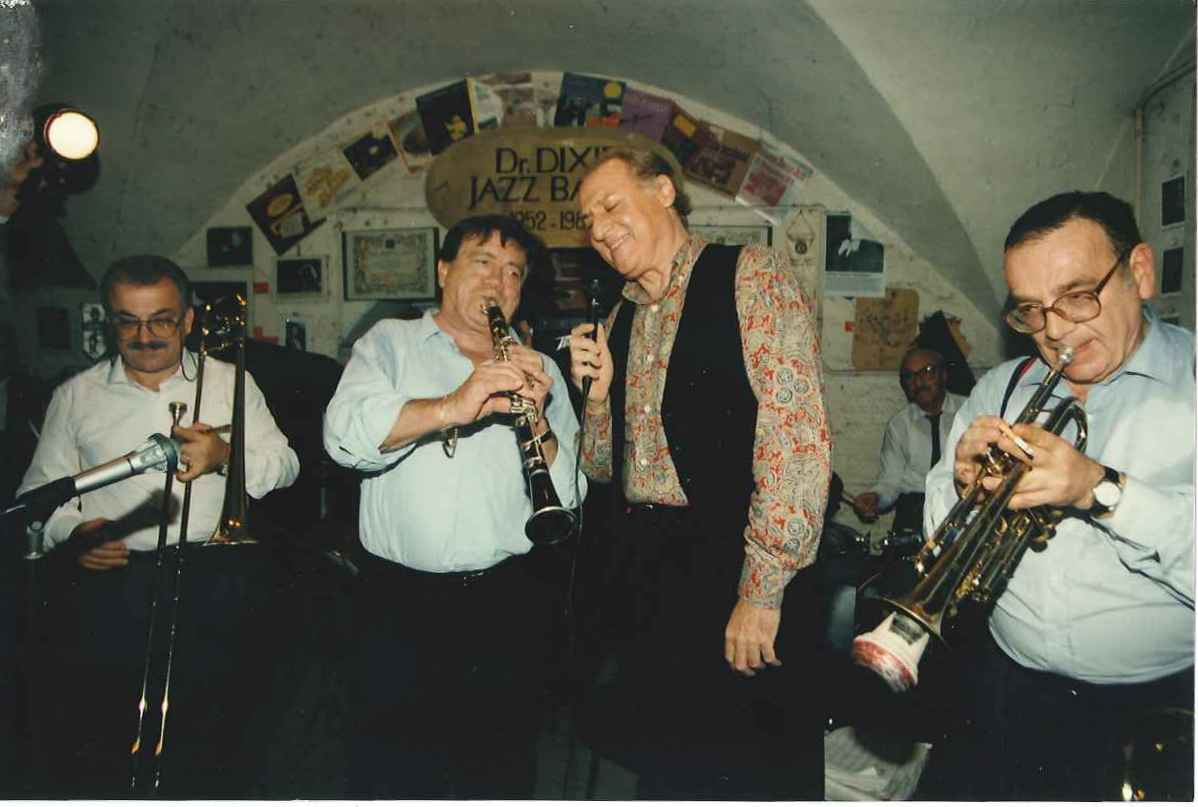
1994, nella “Cantina Dr.Dixie”, da sinistra a destra: Checco Coniglio, Henghel Gualdi, Renzo Arbore, Nardo Giardina.
La Band nel 1986 a Bologna, prima della partecipazione alla “ Grande Parade du Jazz JVC” di Nizza